# 朱載壤
铜陵恭简王朱載壤（1531年—1560年），明朝宗室，益藩第一代銅陵王，益恭王朱厚炫嫡第五子，母妃吳氏。

## 生平
朱載壤起初获封为镇国将军，嘉靖三十八年（1559年），因为生父朱厚炫由崇仁王晋封为益王，他与兄弟皆获封为郡王，明世宗遣武安伯鄭崑等為正使，翰林院修撰唐汝楫等為副使，持節冊封朱載壤為銅陵王，夫人張氏為銅陵王妃。但朱載壤在第二年就逝世，朝廷贈谥号恭简。五年后嫡长子朱翊鈺袭封铜陵王。

## 家庭

### 妻
- 妃張氏

### 子女

#### 子
- 嫡長子：銅陵端僖王朱翊鈺[3]
- 子：朱翊鋸，早卒未封[4]
- 第二子：鎮國將軍朱翊䤭[5][4]
  - 第一子：輔國將軍朱常㵪[4]
  - 第二子：輔國將軍朱常㵗[4]
  - 第三子：輔國將軍朱常江[4][6]
  - 第四子：輔國將軍朱常況[4][6]

#### 女
共三女

## 壙誌
[誌蓋]

大朙益藩銅陵恭簡王之壙誌

[誌文]

大明益藩銅陵恭簡王壙誌

王諱載壤，益王第五子。母妃吳氏。王生于嘉靖十年六月十二日，嘉靖三十八年十二月十一日冊封為銅陵王。嘉靖三十九年六月十二日以疾薨，享年三十。妃張氏。生二子：長子翊鈺，次子翊䤭，生三女；俱未請封。訃聞，輟視朝一日，遣官諭祭，命有司治喪葬如制。文武官皆致祭焉。以嘉靖四十年十月十七日，葬于南城縣一都蔡家源之原。王以宗室至親，為國藩輔，茂膺封爵，貴富兼隆。茲以令終，夫復何憾。爰述其概，納諸幽壙，用垂不朽云。

## 評價
敬順事上，平易不訾。